# Ranunculus olgae
Ranunculus olgae là một loài thực vật có hoa trong họ Mao lương. Loài này được Regel miêu tả khoa học đầu tiên.